# Força eletromotriz

A força eletromotriz (FEM), geralmente denotada como {\displaystyle {\mathcal {E}}}, é a propriedade de que dispõe um dispositivo qualquer a qual tende a ocasionar produção de corrente elétrica num circuito, em outras palavras é uma ação elétrica produzida por uma fonte não elétrica.
Dispositivos (conhecidos como transdutores) fornecem uma FEM, e convertem outras formas de energia em energia elétrica, como por exemplo, as baterias (que convertem energia química), ou geradores (que convertem energia mecânica). Às vezes, uma analogia com a pressão da água é usada para descrever a força eletromotriz. (A palavra "força", neste caso, não é usada para significar forças de interação entre os corpos).
Na indução eletromagnética, a FEM pode ser definida em torno de um circuito fechado de condutor como o trabalho eletromagnético que seria feito em uma carga elétrica (um elétron, neste caso) se ele viajar uma vez ao redor do circuito.
No caso de um dispositivo de dois terminais (como uma célula eletroquímica), que é modelado como um circuito equivalente de Thévenin, a FEM equivalente pode ser medida como a diferença de potencial de circuito aberto, ou tensão, entre os dois terminais. Essa diferença de potencial pode gerar uma corrente elétrica se um circuito externo for conectado aos terminais, caso em que o dispositivo se torna a fonte de tensão desse circuito.
É uma grandeza escalar e não deve ser confundida com uma diferença de potencial elétrico (U), apesar de ambas terem a mesma unidade de medida. No Sistema Internacional de Unidades a unidade de medida da força eletromotriz é o Volt. A U entre dois pontos é o trabalho por unidade de carga que a força eletrostática realiza sobre uma carga que é transportada de um ponto até o outro; a U entre dois pontos é independente do caminho ou trajeto que une um ponto ao outro. A força eletromotriz é o trabalho por unidade de carga que uma força não-eletrostática realiza quando uma carga é transportada de um ponto a outro por um particular trajeto; isto é, a força eletromotriz, contrariamente da U, depende do caminho. Por exemplo, a força eletromotriz em uma pilha ou bateria somente existe entre dois pontos conectados por um caminho interno a essas fontes.
Todos os materiais exercem uma certa resistência, por menor que seja, ao fluxo de elétrons, o que provoca uma perda indesejada de energia (efeito Joule). Com os geradores não é diferente, ou seja, enquanto a corrente passa do polo negativo para o positivo, há uma perda de energia devido à resistência interna do próprio dispositivo.
Assim sendo, a energia que chegará no resistor conectado ao gerador não será total, visto que a U entre os terminais do gerador e os terminais do resistor serão diferentes. Para calcularmos qual será a U dos terminais do resistor, utilizamos a chamada Equação da curva característica de um gerador que, matematicamente, se traduz na fórmula:
{\displaystyle U=\epsilon -rI}
Vale lembrar que não existem geradores cuja força eletromotriz seja igual à U do resistor, uma vez que todo e qualquer material exerce resistência. No entanto, para efeito de cálculos, é bastante comum o uso da expressão gerador ideal, que nada mais seria que aquele cuja resistência interna é nula, ou seja, não haveria perdas indesejadas na potência do circuito (isto no caso de um sistema fechado).
Existe o caso de a força eletromotriz seja igual à U (quando o sistema é aberto).

## Visão geral
Dispositivos que podem fornecer FEM incluem células eletroquímicas, dispositivos termoelétricos, células solares, fotodiodos, geradores elétricos, transformadores e até mesmo geradores Van de Graaff. Na natureza, a FEM é gerada quando as flutuações do campo magnético ocorrem através de uma superfície. Por exemplo, a mudança do campo magnético da Terra durante uma tempestade geomagnética induz correntes em uma grade elétrica à medida que as linhas do campo magnético são deslocadas e cortam os condutores.

Em uma bateria, a separação de carga que dá origem a uma diferença de tensão entre os terminais é realizada por reações químicas nos eletrodos que convertem a energia potencial química em energia potencial eletromagnética. Uma célula voltaica pode ser considerada como tendo uma "bomba de carga" de dimensões atômicas em cada eletrodo, ou seja:
Uma fonte de fem pode ser pensada como um tipo de bomba de carga que atua para mover cargas positivas de um ponto de baixo potencial através de seu interior para um ponto de alto potencial. … Por meios químicos, mecânicos ou outros, a fonte de fem realiza trabalho dW nessa carga para movê-la para o terminal de alto potencial. A fem ℰ da fonte é definida como o trabalho dW realizado por carga dq. ℰ = {\displaystyle {\operatorname {d} \!W \over \operatorname {d} \!q}}.
Em um gerador elétrico, um campo magnético variável no tempo dentro do gerador cria um campo elétrico por meio de indução eletromagnética, o que cria uma diferença de voltagem entre os terminais do gerador. A separação da carga ocorre dentro do gerador porque os elétrons fluem de um terminal para o outro, até que, no caso de circuito aberto, um campo elétrico é desenvolvido que torna impossível a separação de carga adicional. A FEM é neutralizada pela tensão elétrica devido à separação de carga. Se houver uma carga, essa tensão pode gerar uma corrente. O princípio geral que rege a FEM em tais máquinas elétricas é a lei da indução de Faraday.

## Definições formais
Dentro de uma fonte de FEM que é de circuito aberto, o campo eletrostático conservador criado pela separação de carga cancela exatamente as forças que produzem a FEM. Assim, a FEM tem o mesmo valor, mas o sinal oposto do integral do campo elétrico alinhado com um caminho interno entre dois terminais A e B de uma fonte de FEM em condição de circuito aberto (o caminho é tomado do terminal negativo para o terminal positivo para produzir uma FEM positiva, indicando o trabalho feito nos elétrons que se movem no circuito). Matematicamente, temos:
{\displaystyle \epsilon =-\int \limits _{A}^{b}\mathrm {E} cs.dl,}
onde E cs é o campo eletrostático conservador criado pela separação de carga associada à FEM, d ℓ é um elemento do caminho do terminal A ao terminal B e '·' denota o produto escalar do vetor. Esta equação se aplica apenas aos locais A e B que são terminais, e não se aplica [de acordo com quem? ] (a força eletromotriz só existe dentro dos limites da fonte) para caminhos entre os pontos A e B com porções fora da fonte de FEM. Esta equação envolve o campo elétrico eletrostático devido à separação de carga E cs e não envolve (por exemplo) qualquer componente não conservador do campo elétrico devido à lei de indução de Faraday.
No caso de um caminho fechado na presença de um campo magnético variável , a integral do campo elétrico em torno de um circuito fechado pode ser diferente de zero; uma aplicação comum do conceito de FEM, conhecido como "FEM induzida", é a voltagem induzida em tal loop.  A "FEM induzida" em torno de um caminho fechado estacionário C é:
{\displaystyle \epsilon =\oint _{C}\mathrm {E} .dl,}
onde E é o campo elétrico inteiro, conservativo e não conservativo, e a integral está em torno de uma curva fechada C, arbitrária, mas estacionária, através da qual existe um campo magnético variável. O campo eletrostático não contribui para a FEM líquida em torno de um circuito porque a porção eletrostática do campo elétrico é conservadora (ou seja, o trabalho feito contra o campo em torno de um caminho fechado é zero, consulte a lei de tensão de Kirchhoff, que é válida, desde que pois os elementos do circuito permanecem em repouso e a radiação é ignorada).
Esta definição pode ser estendida a fontes arbitrárias de fem e caminhos móveis C:
{\displaystyle \epsilon =\oint _{C}[\mathrm {E} +v.B].dl}
{\displaystyle +{\operatorname {\!} 1 \over \operatorname {\!} q}\oint _{C}Effectivechemicalforces.dl}
{\displaystyle +{\operatorname {\!} 1 \over \operatorname {\!} q}\oint _{C}Effectivethermalforces.dl,}
A qual é uma equação conceitual principalmente, porque a determinação das "forças efetivas" é difícil.

## Diferença de tensão
Uma diferença de tensão elétrica às vezes é chamada de FEM. Os pontos abaixo ilustram o uso mais formal, em termos da distinção entre FEM e a tensão que ela gera:
1. Para um circuito como um todo, como um que contém um resistor em série com uma célula voltaica, a tensão elétrica não contribui para a FEM geral, porque a diferença de tensão ao contornar um circuito é zero. (A queda de tensão ôhmica IR mais a soma da tensão elétrica aplicada a zero. Veja a lei de tensão de Kirchhoff). A FEM é exclusivamente devida à química na bateria que causa a separação de carga, que por sua vez cria uma voltagem elétrica que impulsiona a corrente.
2. Para um circuito que consiste em um gerador elétrico que conduz a corrente através de um resistor, a FEM é exclusivamente devida a um campo magnético variável no tempo dentro do gerador que gera uma tensão elétrica que por sua vez conduz a corrente. (A queda de IR ôhmica mais a voltagem elétrica aplicada novamente é zero. Veja a Lei de Kirchhoff)
3. Um transformador acoplando dois circuitos pode ser considerado uma fonte de FEM para um dos circuitos, como se fosse causado por um gerador elétrico; este exemplo ilustra a origem do termo "FEM do transformador".
4. Um fotodiodo ou célula solar pode ser considerado uma fonte de FEM, semelhante a uma bateria, resultando em uma tensão elétrica gerada pela separação de carga impulsionada pela luz em vez de reação química.[19]
5. Outros dispositivos que produzem fem são células de combustível, termopares e termopilhas.

No caso de um circuito aberto, a carga elétrica que foi separada pelo mecanismo gerador da FEM cria um campo elétrico oposto ao mecanismo de separação. Por exemplo, a reação química em uma célula voltaica para quando o campo elétrico oposto em cada eletrodo é forte o suficiente para interromper as reações. Um campo oposto maior pode reverter as reações nas chamadas células reversíveis.
A carga elétrica que foi separada cria uma diferença de potencial elétrico que pode ser medida com um voltímetro entre os terminais do dispositivo. A magnitude da FEM para a bateria (ou outra fonte) é o valor dessa tensão de 'circuito aberto'. Quando a bateria está carregando ou descarregando, a FEM em si não pode ser medida diretamente usando a tensão externa porque alguma tensão é perdida dentro da fonte. Pode-se, entretanto, inferir a partir da medição da corrente I e da diferença de tensão V , desde que a resistência interna r já tenha sido medida: ℰ  =  V  +  Ir.

## Termodinâmica
Quando multiplicado por uma quantidade de carga dQ, a FEM ℰ produz um termo de trabalho termodinâmico ℰ dQ que é usado no formalismo para a mudança na energia de Gibbs quando a carga é passada em uma bateria:
{\displaystyle dG=-SdT+VdP+\epsilon dQ,}
onde G é a energia livre de Gibbs, S é a entropia, V é o volume do sistema, P é sua pressão e T é sua temperatura absoluta.
A combinação (ℰ, Q ) é um exemplo de um par conjugado de variáveis. Em pressão constante, a relação acima produz uma relação de Maxwell que liga a mudança na tensão de célula aberta com a temperatura T (uma quantidade mensurável) para a mudança na entropia S quando a carga é passada isotermicamente e isobaricamente. Este último está intimamente relacionado à entropia da reação eletroquímica que empresta a bateria a sua energia. Esta relação de Maxwell é:
{\displaystyle ({\operatorname {d} \!\epsilon  \over \operatorname {d} \!T})q=-({\operatorname {d} \!S \over \operatorname {d} \!Q})t}
Se um mol de íons entrar em solução (por exemplo, em uma célula de Daniell, conforme discutido abaixo), a carga através do circuito externo é:
{\displaystyle \Delta Q=-n\circ F\circ ,}
onde n 0 é o número de elétrons / íon e F 0 é a constante de Faraday e o sinal menos indica a descarga da célula. Assumindo pressão e volume constantes, as propriedades termodinâmicas da célula estão estritamente relacionadas ao comportamento de sua fem por:
{\displaystyle \Delta H=-n\circ F\circ (\epsilon -T{\operatorname {d} \!\epsilon  \over \operatorname {d} \!T}),}
onde ΔH é a entalpia de reação. As quantidades à direita são todas mensuráveis diretamente. Assumindo temperatura e pressão constantes:
{\displaystyle \Delta G=-n\circ F\circ \epsilon }
A qual é usada na derivação da equação de Nernst.

## Propriedades
Uma pilha química está composta por duas barras condutoras, designadas de elétrodos, embebidas dentro de uma solução química (eletrólito). O eletrólito pode ser líquido ou sólido; o importante é que tenha iões positivos e negativos; por exemplo, um sal numa solução química é dissociado em iões positivos e negativos.
É necessário também que os condutores dos dois elétrodos sejam diferentes, para que um deles seja mais ativo do que o outro. Se dois metais são colocados, em contato, dentro de um eletrólito, um deles sofre corrosão esse metal que sofre corrosão diz-se que é o mais ativo dos dois. Diferentes materiais condutores podem ser ordenados numa série galvánica, em que os metais mais ativos aparecem no topo da lista. Por exemplo, a tabela abaixo mostra a série galvánica quando o eletrólito usado for água do mar. A ordem na tabela galvánica pode ser diferente para diferentes eletrólitos.
A corrosão do metal mais ativo (o que aparecer primeiro na tabela acima) resulta da combinação dos iões negativos do eletrólito com os átomos desse metal, ficando o metal com excesso de carga negativa. Os eletrões circulam pela ligação entre os dois condutores, fora do eletrólito, passando para o elétrodo menos ativo (figura abaixo). Esses eletrões atraem os iões positivos para o metal menos ativo; a reação dos iões positivos do eletrólito com o material do elétrodo menos ativo introduz carga positiva nesse elétrodo.
Assim, o elétrodo que corresponder ao condutor mais ativo será o elétrodo negativo da pilha, e o condutor menos ativo será o elétrodo positivo. Por exemplo, na pilha de Volta, o elétrodo positivo é o disco de cobre e o elétrodo negativo é o disco de zinco.
O potencial elétrico é maior no elétrodo positivo do que no negativo. Se ligarmos um condutor entre os dois elétrodos da pilha, os eletrões de condução serão deslocados para o terminal positivo (maior potencial). Nesse percurso, a energia mecânica desse eletrões diminui, já que parte dessa energia é dissipada em calor, devido às colisões com os átomos do material.
Consequentemente, os eletrões que entram do elétrodo negativo para o condutor, têm maior energia mecânica do que os eletrões que saem do condutor e entram no elétrodo positivo. Essa diferença de energias, deverá ser igual à diferença entre as energias químicas das reações nos dois elétrodos, que é a causa para a passagem de cargas entre e condutor e os elétrodos.
A energia necessária para a reação química de corrosão do metal no elétrodo negativo é menor que a energia necessária para a reação entre o eletrólito e o metal do elétrodo positivo. Assim, os eletrões livres do elétrodo negativo têm maior energia mecânica do que os eletrões livres do elétrodo positivo.
Designa-se por força eletromotriz da pilha (ou de forma abreviada, fem), à diferença entre a energia de um eletrão no elétrodo negativo, menos a energia de um eletrão no elétrodo positivo, dividida pelo valor absoluto da carga do eletrão. Representaremos a fem com a letra e. Esse valor está determinado pelas energias associadas às reações químicas entre o eletrólito e os elétrodos; quanto mais afastados estiverem na série galvánica os dois condutores usados para os elétrodos, maior será essa fem. A fem tem as mesmas unidades do potencial.
A tabela abaixo mostra os materiais usados para os elétrodos e o eletrólito em vários tipos de pilhas produzidas industrialmente. O elétrodo da pilha onde há acumulação de cargas positivas do eletrólito é indicado com um sinal positivo (maior potencial) e o elétrodo onde há acumulação de cargas negativas (menor potencial) é indicado com um sinal negativo. O elétrodo negativo, ou ânodo, será o metal que tiver uma maior tendência a ser corroído pelo eletrólito, atraindo iões negativos (oxidação) e o elétrodo positivo, ou cátodo será o metal que atrai os iões positivos do eletrólito (redução).
As pilhas nas três últimas linhas da tabela acima são recarregáveis; isto é, as reações químicas nos elétrodos são reversíveis e se usarmos uma fonte externa para contrariar o sentido normal do fluxo das cargas, a carga total do eletrólito aumenta e os sais acumulados nos elétrodos diminui, ficando a pilha num estado semelhante ao inicial. Numa pilha que não seja recarregável, a inversão da corrente aquece a pilha com o perigo de poder explodir e sem ser recarregada.

## História
Por volta de 1830, Michael Faraday estabeleceu que as reações químicas em cada uma das duas interfaces eletrodo-eletrólito fornecem a "sede da fem" para a célula voltaica. Ou seja, essas reações impulsionam a corrente e não são uma fonte infinita de energia como se pensava inicialmente. No caso de circuito aberto, a separação de carga continua até que o campo elétrico das cargas separadas seja suficiente para interromper as reações. Anos antes, Alessandro Volta, que havia medido uma diferença de potencial de contato na interface metal-metal (eletrodo-eletrodo) de suas células, sustentou a opinião incorreta de que apenas o contato (sem levar em consideração uma reação química) era a origem da FEM.

## Notação e unidades de medida
A força eletromotriz é frequentemente denotada por ou ℰ (script E maiúsculo, Unicode U + 2130).
Em um dispositivo sem resistência interna, se uma carga eléctrica Q passa por esse dispositivo, e ganha uma energia W, a FEM líquido para o dispositivo é a energia adquirida por unidade de carga, ou W/Q. Como outras medidas de energia por carga, emf usa a unidade SI volt, que é equivalente a um joule por coulomb.
A força eletromotriz em unidades eletrostáticas é o statvolt (no segundo sistema de unidades de grama centímetro igual a um erg por unidade eletrostática de carga).
A força eletromotriz pode ser gerada de diversas formas, destacam-se, entre outras:
- Efeito Peltier
- Força eletromotriz de Thomson
- Força eletromotriz inversa
- Força eletromotriz térmica
- Força fotoeletromotriz
- Força contra-eletromotriz
- Bateria elétrica
- Célula eletroquímica
- Célula eletrolítica
- Célula galvânica
- Pilha voltaica